# 着到状
着到状（ちゃくとうじょう）とは、中世に武士が幕府などに加勢の催促を受けて所定の場所に到着した事を記し、上申する文書のことである。
著到状とも書く。この場合も「ちょとうじょう」ではなく「ちゃくとうじょう」と読む。

## 概要
成立は平安時代末期ごろ。現存は1290年、浅原為頼の内裏乱入事件に際して御家人広峯長祐がはせ参じ、六波羅探題の北条兼時から証判を受けた事例。
変事に際し軍事勤務を果たすという忠勤の証拠として論功行賞の際に提出するもので、南北朝時代に盛んに用いられた。
また、自主的に加勢した場合でも上申する。
一般に臨時の変事の際に提出されるため、大番役など予め割り当てられた勤務による軍役の場合は該当しない。

## 内容
基本的には文頭に「着到」と記し、次に姓名を書くのが基本的で、「着到件の如し」などで終わる簡潔な物と「此の旨を以て御披露有るべし、恐惶謹言」などと末尾に記した上で年月日や宛名を記した丁重なものとに分かれる。また、受け取った奉行所や合戦の大将･指揮官は「承了」と記してこれを返却し、その「承了」の明記された文書は恩賞請求の証拠とした。

## 参考資料
- 日本歴史大事典 (小学館)
- 日本国語大辞典 (小学館)
- 世界大百科事典 (平凡社)